# Porofen
Porofen (także: fenolická pěna) – niepalne, lekkie tworzywo izolacyjne wykonane z porowatej masy fenolowej (do lat 80. XX wieku wytwarzane na bazie żywic mocznikowo-formaldehydowych).

## Historia
Materiał wynaleziono w Czechosłowacji w latach 60. XX wieku i po raz pierwszy wytworzono w zakładach chemiczno-metalurgicznych w Uściu nad Łabą. Wzbudził zainteresowanie głównie czechosłowackiego przemysłu budowlanego (przede wszystkim warstwa termoizolacyjna w wielkiej płycie), gdzie był chętnie stosowany. Znalazł również zastosowania w przemyśle maszynowym i chemicznym. Był wykorzystywany jako tworzywo dekoracyjne, a nawet rzeźbiarskie. Jest odporny na pleśnie, a także działanie drobnoustrojów. Metr sześcienny porofenu waży około 25 kilogramów. Obecnie nadal jest stosowany, przede wszystkim ze względu na bardzo niski współczynnik przewodności cieplnej, także poza Czechami i Słowacją. Jest bardziej wszechstronny w użytkowaniu niż inne pianki organiczne, np. polistyren czy poliuretan. Nadaje się do użytkowania jako pianka ortopedyczna (odciski stóp dla projektów obuwia ortopedycznego), czy we florystyce.

## Produkcja
W procesie produkcji fenole i formaldehydy miesza się ze środkami porotwórczymi i katalizatorami, co owocuje spienianiem masy w bloki, które są następnie cięte na pożądane kształty, a powstałe elementy są powlekane z obu stron włóknem szklanym lub odblaskową folią aluminiową. Podczas takiej reakcji chemicznej uwalniana jest duża ilość ciepła i jednocześnie wdmuchiwany jest środek porotwórczy, co tworzy charakterystyczną drobnoziarnistą strukturę komórkową.
Norma ČSN EN 13166:2017 definiuje porofen jako twardą piankę, której struktura polimerowa jest korzystnie utworzona przez polikondensację fenolu, jego homologów lub pochodnych, które mogą zawierać aldehydy lub ketony.